# Pointe des Minimes

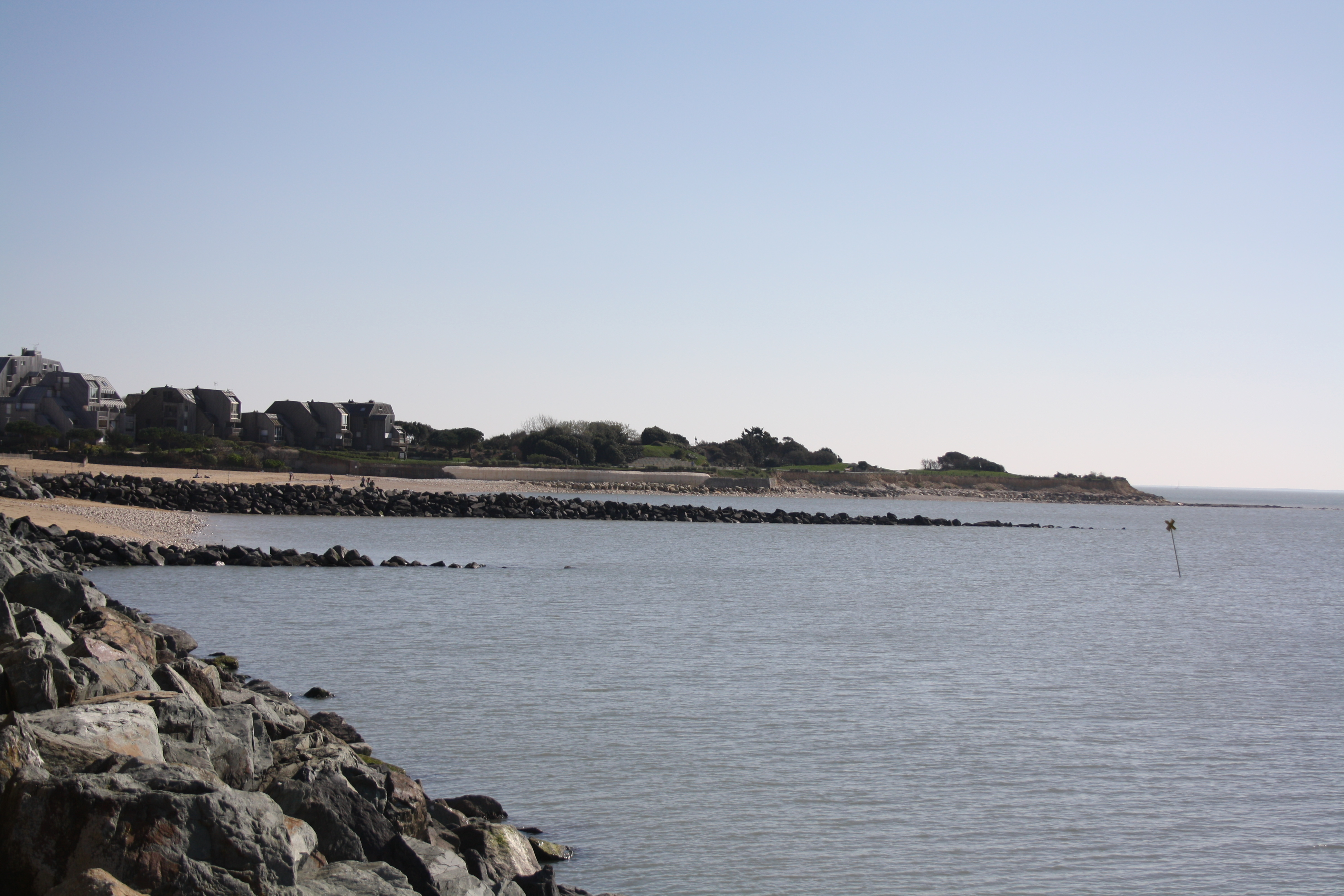
Pointe des Minimes depuis la digue du Lazaret, La Rochelle

La pointe des Minimes est un cap situé au sud de La Rochelle en Charente-Maritime.
C'est un promontoire calcaire, au même titre que la pointe de Roux ou la pointe du Chay.
Anciennement appelée pointe de Coureuil ou pointe de Coureilles, elle doit son nom actuel à un couvent de minimes qui y fut construit après le siège de La Rochelle.
En face de la pointe des Minimes se trouve le Phare du Bout du Monde.

## Histoire
Durant le siège de La Rochelle de 1627-1628, le régiment de Rambures construisit sur la pointe de Coureilles une batterie de six pièces qu'il servit pendant toute la durée du siège.